# Emmauskirche (Sudargas)
Die Emmauskirche in Sudargas (deutsch Sudargen) im litauischen Bezirk Marijampolė ist eine evangelisch-lutherische Kirche, die als Diasporakapelle aus dem Serien-Folgeprogramm der Notkirchen von Otto Bartning stammt. Sie wurde 1953 in Visbek im Landkreis Vechta in Deutschland errichtet und 1996 nach Sudargas transloziert, wo sie 1997 in Dienst gestellt wurde.

## Geographische Lage
Sudargas hat etwa 100 Einwohner und liegt am linken Ufer der Memel (litauisch Nemunas). Die Staatsgrenze zur russischen Oblast Kaliningrad (Gebiet Königsberg (Preußen)) liegt nur zwei Kilometer weiter westlich des Ortes. Das Dorf gehört zur Rajongemeinde Šakiai (deutsch: Schaken) im Bezirk Marijampolė an einer Nebenstraße, die die lituisch-russische Grenze (Grenzübergang: Pogranitschny (Schillehnen, 1938 bis 1946 Waldheide)) mit Kiduliai unweit der Stadt Jurbarkas (Georgenburg) verbindet. Ein Bahnanschluss besteht nicht.
Die Emmauskirche steht an der westlichen Ausfallstraße in Richtung Staatsgrenze am Laisvės aikštė („Freiheits-Platz“) gegenüber der Stelle, an der bis 1944 die evangelische Pfarrkirche stand.

## Kirchengebäude

### Baugeschichte
Am 15. September 1953 wurde im niedersächsischen Visbek der Grundstein für die letzte der Bartning-Serienkirchen gelegt und als „Emmauskirche“ bereits am 6. Dezember 1953 (2. Advent) eingeweiht. Hier tat die Diasporakapelle bis 1996 ihren Dienst, als man sie – inzwischen unter Denkmalschutz gestellt – abbaute und über 1700 Kilometer nach Litauen transportierte, um sie dort in dem kleinen Ort Sudargas wieder zu errichten.
Der Wiederaufbau vollzog sich schleppend, denn bei den Bauarbeiten für die Fundamente und Wände war man auf ehrenamtliche Helfer und Spenden angewiesen. Am 17. August 1997 schließlich wurde die alte Visbeker Diasporakapelle, jetzt auch wieder „Emmauskirche“ genannt, in Sudargas wieder eingeweiht. Seither verbindet eine Partnerschaft die beiden evangelisch-lutherischen Kirchengemeinden Visbek-Langförden und Sudargas miteinander.

### Baubeschreibung
Die Kirche wurde auf einem rechteckigen Grundriss (11,30 × 14,47 Meter) errichtet. In seiner Außenansicht erkennt man das Gebäude an seinem einfachen Satteldach, das an der Vorderseite in ein Schleppdach übergeht. Als Gotteshaus ist es mit einem Kreuz auf dem Dachreiteraufsatz für die Glocke versehen.
Die Außenmauern mit einer Höhe von etwa 3 Metern umschließen das Gebäude an drei Seiten. Die Vorderseite besteht aus einer verschalten Holzständerkonstruktion, an deren rechter und linker Seite  sich die Haupteingänge befinden. Die beiden dreieckigen Giebelfelder sind verglast.
Der Kircheninnenraum wird über einen der beiden Eingänge durch einen Windfang betreten. Deutlich ins Auge fällt die Holzständerkonstruktion für den Dachstuhl, an der sich eine Holzverschalung befindet. Fiel der Blick in der Visbeker Kirche noch über die Kirchenbänke auf einen Altar vor verschalter Wand (sie konnte bei nichtgottesdienstlichen Veranstaltungen zur Verdeckung des Altars geschlossen werden), so wurde die rechteckige Raumanordnung bei der Sudargaser Kirche in einen Langraum geändert, d. h. Altar und Bänke um 90° gedreht. Der Altar steht nun an der seitlichen Giebelwand, hinter ihm ein großes Glasbild. Neben dem Altar steht ein Kanzelpult.
Zwischen den beiden Windfängen der Eingänge befindet sich ein kleinerer Gruppenraum mit etwa 40 bis 50 Plätzen. Durch Öffnen von Klappwänden kann der Raum in den Kirchensaal mit einbezogen werden. An der gegenüberliegenden Seite befinden sich die Sakristei sowie ein Funktionsraum.

## Kirchengemeinden

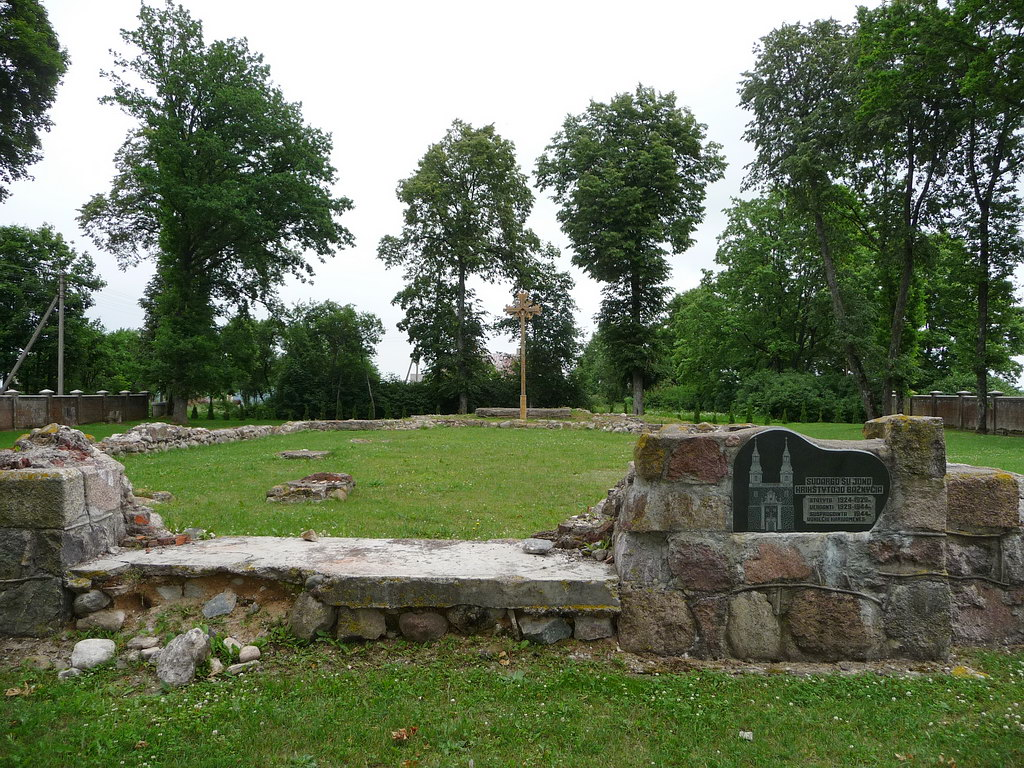
Erinnerungsstätte an die 1944 zerstörte evangelische Kirche in Sudargas

Seit 1997 hat Sudargas wieder eine evangelische Kirche. Als 1944 die Kriegsfront durch Sudargas verlief, wurde die alte ziegelrote und mit hohem Turm weithin sichtbare Kirche völlig zerstört. Von ihr sind nur noch die Grundmauern geblieben. Eine Gedenkstätte und eine Schautafel erinnern an das  stattliche Gotteshaus. Die Gemeinde gehört zur Evangelisch-lutherischen Kirche in Litauen, einer kleinen nationalen Kirche in einem Land, das überwiegend katholisch geprägt ist und deren Gemeindeglieder ähnlich denen im katholischen Oldenburger Münsterland, zu dem Visbek gehört, in der Diaspora leben. Die Sudargo parapija (Pfarrei) wird zusammen mit der in Šakiai von einem Pfarrer betreut.
Die Kirchengemeinde Visbek-Langförden (Langförden ist ein Stadtteil von Vechta) gehört zum „Kirchenkreis Oldenburger Münsterland“ innerhalb der Evangelisch-Lutherischen Kirche in Oldenburg. An der Stelle der bisherigen Diasporakapelle wurde 1997 ein neues Kirchengebäude errichtet.

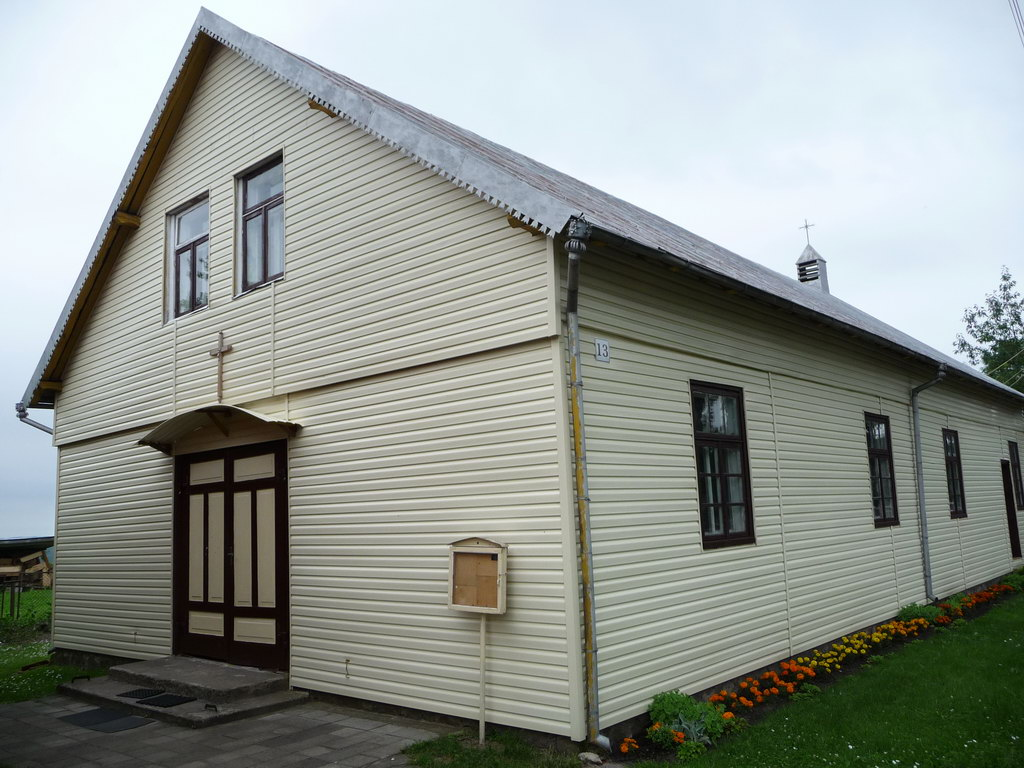
Die 1945 erbaute katholische Kirche in Sudargas im Jahre 2009

In Sudargas besteht eine zahlenmäßig größere katholische Gemeinde, deren Kirche St. Johannes der Täufer (Šv. Jono Krikštytojo bažnyčia) in äußerer Gestalt und Größe der Emmauskirche fast genau entspricht.

## Weblink
- Virtuelle Tour durch Sudargas (6,29 Min.)